# New Jack City
New Jack City è un film del 1991 diretto da Mario Van Peebles, al suo debutto da regista e presente nel cast come co-protagonista. La pellicola è basata su una sceneggiatura originale di Thomas Lee Wright.
Si tratta di un moderno noir ambientato durante l'invasione del crack a New York; la trama ruota attorno alle vicende di un gruppo di spacciatori in lotta per il controllo del traffico di droga nella città. Il cast, quasi esclusivamente afroamericano, comprende tra gli altri Wesley Snipes, Ice-T, Mario Van Peebles, Judd Nelson e Chris Rock.
È stato il primo lavoro di Van Peebles a uscire al cinema. New Jack City è basato su una storia originale trasformata in sceneggiatura di Thomas Lee Wright, già autore di una prima versione de Il Padrino: Parte III e del documentario sulla malavita americana Eight-Tray Gangster: The Making of a Crip. A collaborare alla realizzazione della sceneggiatura il giornalista e autore afroamericano Barry Michael Cooper (noto per Above the Rim e Scacco al re nero), il quale si è basato per la riscrittura su un articolo da lui stesso scritto per The Village Voice nel dicembre 1987, intitolato Kids Killing Kids: New Jack City Eats Its Young, la cui storia ruota attorno al 20º anniversario delle rivolte del 1967 di Detroit, e sulla loro scia, l'aumento delle bande per lo spaccio di cocaina negli anni '80 come Young Boys Inc. e i fratelli Chambers.

## Trama
New York City, 1986. Nino Brown è un signore della droga emergente che grazie all'epidemia del crack che ha colpito New York accresce il proprio potere puntando a divenire capo incontrastato dello spaccio di droga dell'intera città dove la violenza è aumentata in modo impressionante. Due poliziotti fuori servizio, Scotty Appleton, un afro-americano, e Nick Peretti, un italo-americano, vengono contattati dall'agente Stone per indagare su Brown che elimina i suoi nemici senza alcuna pietà e si impossessa di un enorme prefabbricato dove produce e vende il crack, il Carter, cacciandovi gli inquilini non consenzienti con la forza.
I due agenti dovranno fare coppia nella squadra che indaga su Brown. Il Carter è sul territorio della mafia italo-americana, ma Nino Brown decide di non concedere alcuna percentuale alla concorrenza, inimicandosi la mafia guidata dall'anziano don Amedeo, potente boss di New York. Pookie, un senzatetto spacciatore e tossicodipendente, è costretto dall'agente Appleton (che l'aveva già incontrato in precedenza) a seguire un programma per la disintossicazione, quindi è "ingaggiato" dai poliziotti per farlo infiltrare nella gang di Brown, formata anche da Gee Money (con il quale i due formano i "Fratelli Prontacassa"), Kareem, Duh Duh Duh Man e Keisha. A causa dell'enorme pressione nei suoi confronti, Pookie torna a drogarsi, è scoperto sul lavoro con la microcamera ed è ucciso.
Dopo aver scoperto l'infiltrato, Gee Money distrugge il Carter ed elimina ogni prova incriminante. Gli agenti fanno irruzione nel Carter, ma non riescono ad arrestare nessuno dei luogotenenti di Brown, riuscendo solo a salvare il cadavere di Pookie dall'esplosione di una bomba collegata al suo corpo. Le responsabilità della caduta del Carter e della spia infiltrata nella banda finiscono sulle teste di Gee Money e di Kareem, a cui Brown perfora una mano con la propria spada.
Appleton e Peretti appianano le iniziali divergenze e, nonostante la squadra di Stone sia stata sciolta a causa del fallimento dell'operazione, continuano da soli l'indagine per arrestare Brown: i due contattano uno scagnozzo di don Amedeo per avvicinare il vice di Nino Brown, Gee Money, che vuole diventare il nuovo boss della banda. Con l'aiuto di Gee Money, l'agente Appleton s'infiltra nella gang di Brown, il quale gli rivela che, quando era ragazzo, uccise una donna innocente per dimostrare la sua lealtà al suo capo.
Nei giorni seguenti Scotty Appleton, sotto copertura con il nome di Washington, deve assistere all'arroganza di Brown che arriva a picchiare un vecchio che stava solo proteggendo dei bambini a cui il gangster stava spacciando. Ad una festa di matrimonio, Nino Brown è vittima di un attentato da parte di alcuni uomini di Amedeo che si erano travestiti da camerieri, ma sopravvive e i due si dichiarano apertamente guerra: il giorno dopo Nino Brown massacra don Amedeo davanti a un ristorante insieme ad alcuni suoi uomini prendendo il controllo del mercato della droga.
In seguito, durante l'affare tra Washington e Brown, Kareem scopre che Appleton è un poliziotto e inizia una sparatoria nella quale Brown riesce a scappare e Peretti salva il suo collega da uno degli uomini del gangster, uccidendo Duh Duh Duh Man. Una volta al sicuro, il criminale uccide Gee Money credendo che lo abbia tradito. Appleton e Peretti trovano Brown rintanato in un vecchio appartamento. Il giorno seguente i due poliziotti irrompono nell'appartamento di Brown, ormai vittima della sua stessa paranoia, uccidendo i suoi uomini.
In un violento combattimento corpo a corpo, Appleton riesce a sopraffare Brown, rivelando che la donna che uccise anni fa era sua madre: quando l'agente arriva quasi a uccidere il boss, Peretti lo ferma, lasciando che Nino Brown venga processato secondo la legge ordinaria. Nonostante l'intervento di un testimone, Brown se la cava: patteggia ed è condannato a un solo anno di carcere. Fuori dal tribunale Brown festeggia la sua vittoria contro il sistema giudiziario ma, improvvisamente, il vecchio che aveva picchiato tempo prima, si fa giustizia e gli spara a bruciapelo, uccidendolo.

## Produzione
Costato $ 8,5 milioni, ne ha incassati $ 47.624.253 nel solo mercato statunitense.